# مفلطحيات كبيرة الأسنان
مفلطحيات كبيرة الأسنان أو مفلطحيات الرمال (الاسم العلمي: Paralichthyidae)، فصيلة أسماك بحرية من الاسماك المفلطحة. تحتوي الفصيلة على 14 جنس وحوالي 110 نوعا.